# Dau

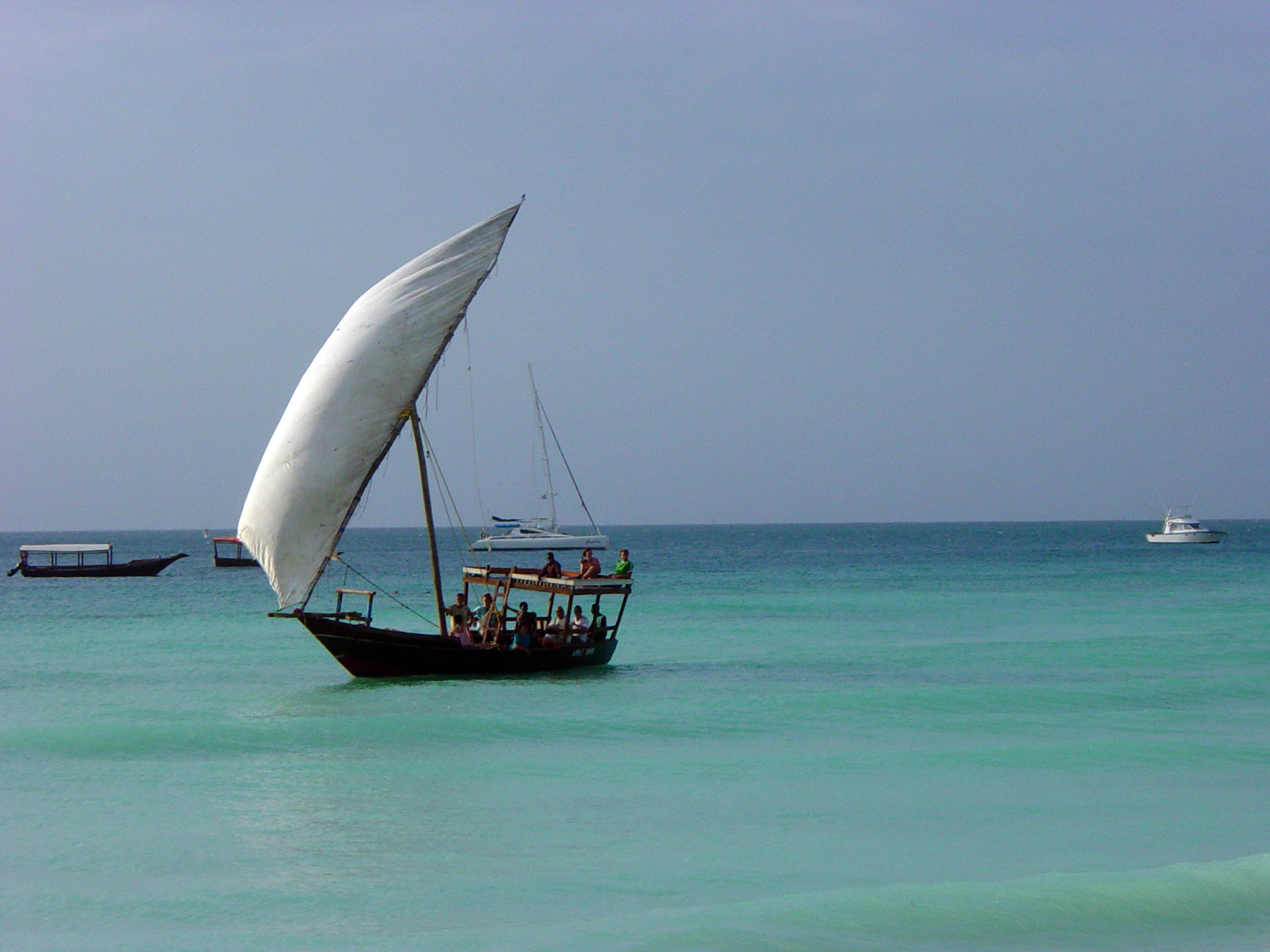
Dau nieopodal Dar es Salaam, Tanzania

Dau (dāwa) – tradycyjny arabski statek żaglowy, z jednym lub kilkoma żaglami. Pierwotnie używany był u wybrzeży Półwyspu Arabskiego, Indii i wschodniej Afryki. Duże dau mogą mieć około trzydziestu osób załogi, na mniejszych liczy ona zazwyczaj 12 osób.
Często nazwa jest zapisywana w sposób zaczerpnięty z angielskiego jako dhow.
Aż do lat 60. XX wieku dau odbywały komercyjne rejsy między Zatoką Perską a wschodnim wybrzeżem Afryki używając do poruszania łodzi wyłącznie żagli. Ładunkiem były głównie daktyle i ryby przewożone do Afryki, a w drodze powrotnej zabierano drewno mangrowe. Dau kursowały na południe w porze monsunowej zimą i wczesną wiosną, powracały zaś do Arabii późną wiosną lub na początku lata.

## Dau obecnie

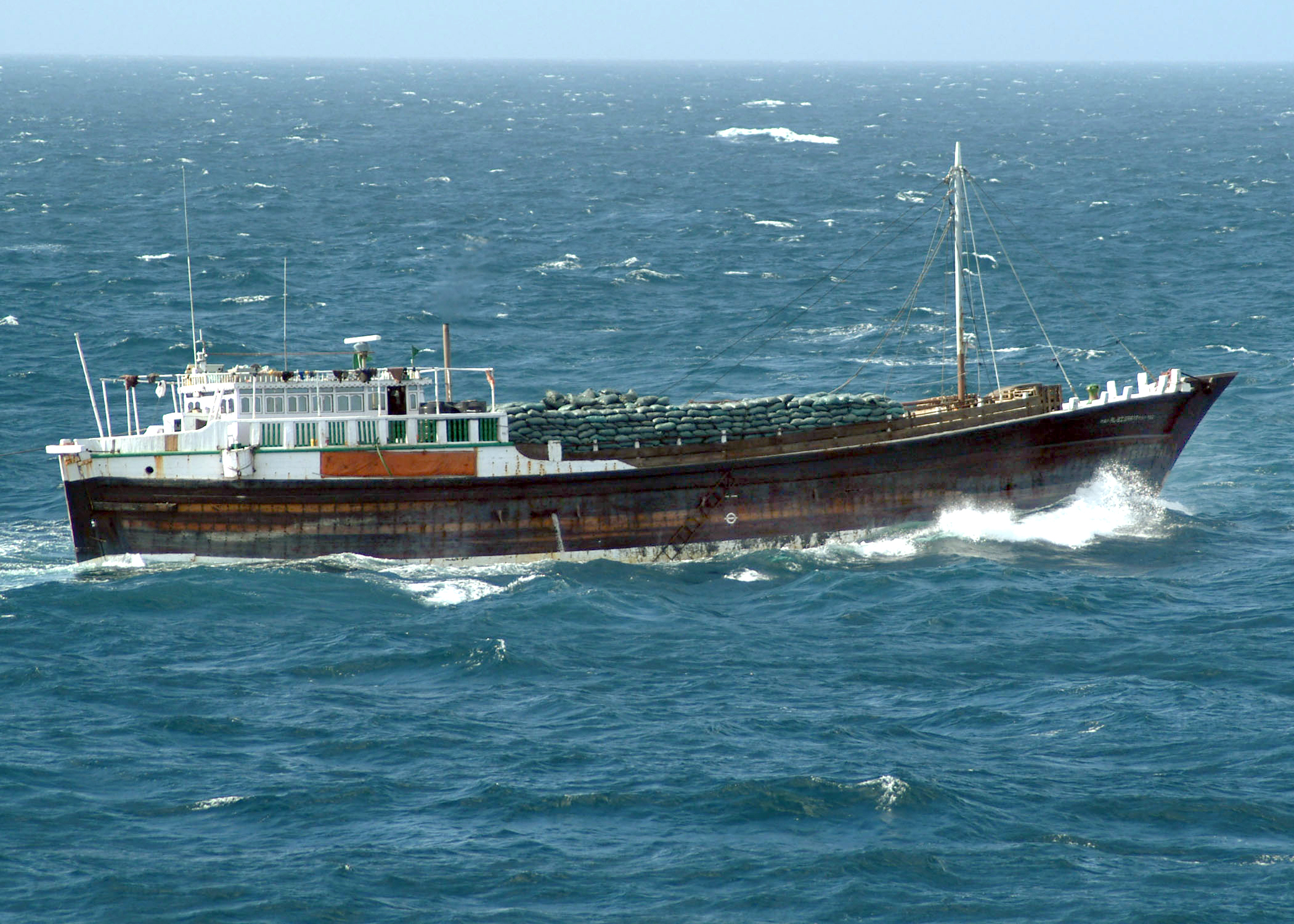
Współczesny dau na Oceanie Indyjskim

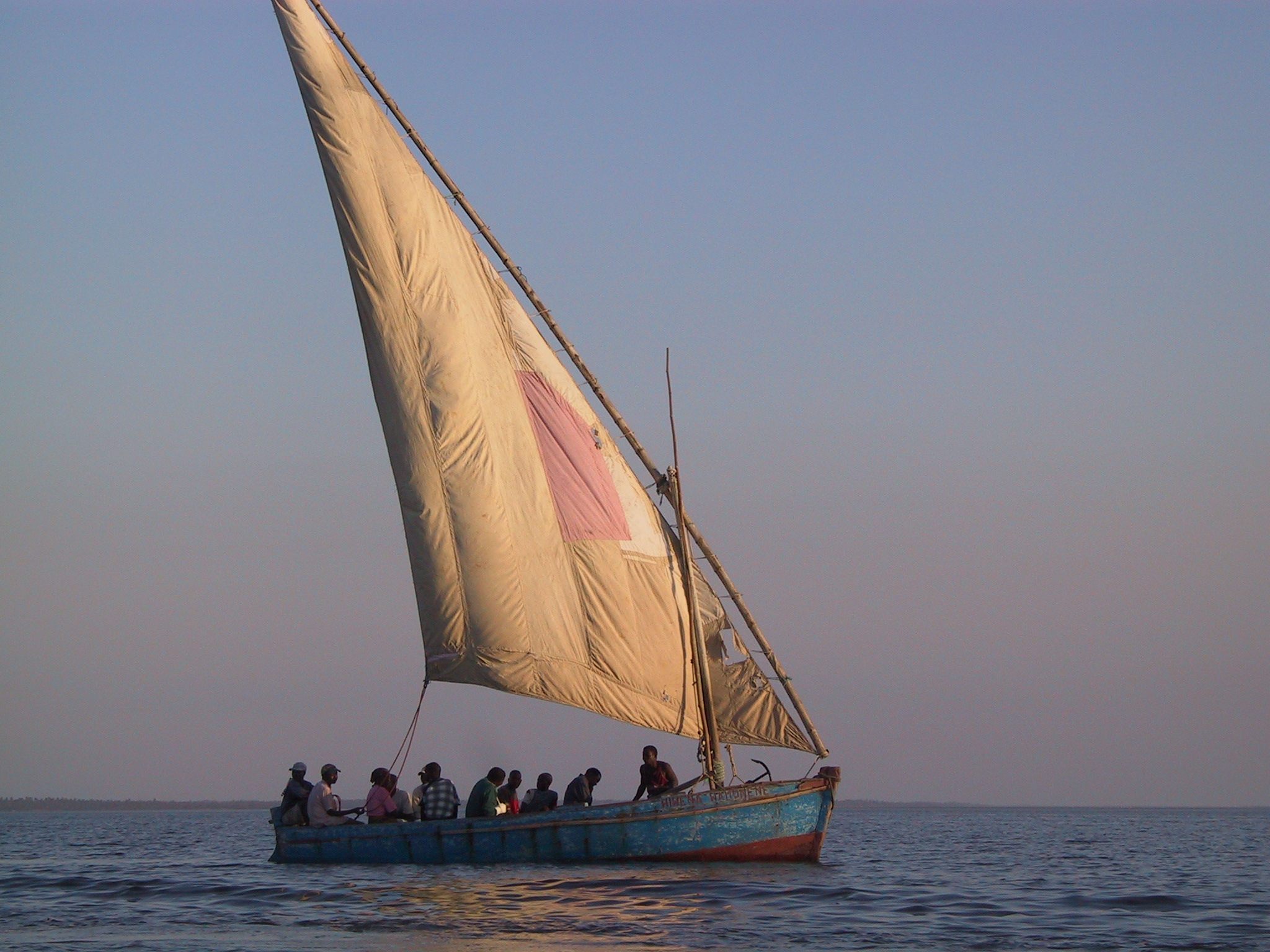
Dau przewożące pasażerów z Inhambane w Mozambiku.

Obecnie nazwę „dau” noszą też niewielkie, tradycyjnej konstrukcji łodzie używane w celach handlowych na Morzu Czerwonym i w Zatoce Perskiej oraz na akwenie Oceanu Indyjskiego od Madagaskaru po Zatokę Bengalską. Jednostki takie mają masę między 300 a 500 ton, a ich kształt jest smukły i wydłużony.
Tego typu dau są często używane do przemytu narkotyków oraz piractwa.

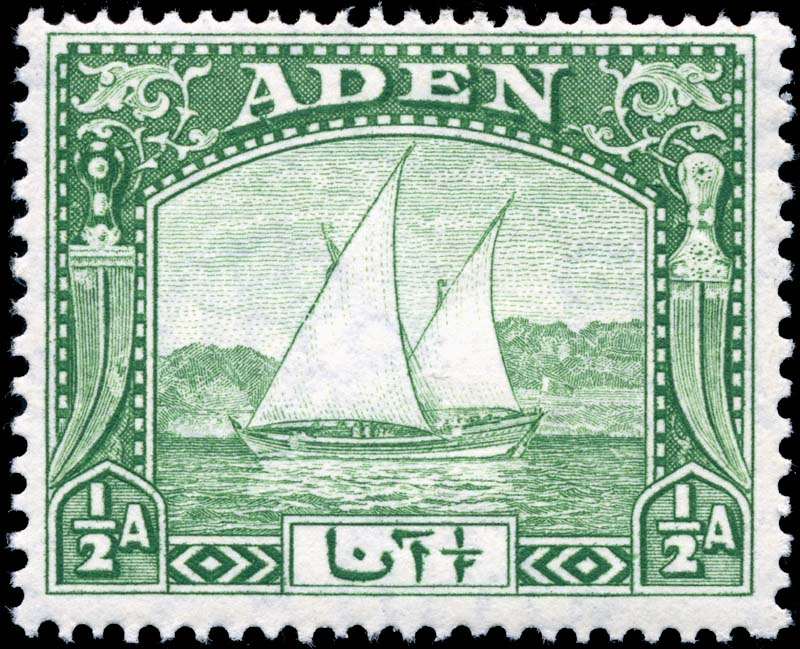
Znaczek pocztowy Adenu przedstawiający dau

## Dau jako motyw heraldyczny
Dau jest częstym motywem heraldycznym w świecie arabskim. Zostało umieszczone w godle Kuwejtu, Kataru i Zjednoczonych Emiratów Arabskich.

## Typy dau
- Ğanża – duża jednostka pełnomorska
- Bağla – tradycyjne dau do żeglugi dalekomorskiej
- Badan – mała jednostka zdolna do żeglugi po płytkich wodach